# Angelo Frosi
Angelo Frosi (Frozi) (San Bassano, 31 gennaio 1924 – Abaetetuba, 28 giugno 1995) è stato un vescovo cattolico italiano naturalizzato brasiliano.

## Biografia
Nacque a San Bassano, piccolo borgo a metà strada fra Crema e Cremona.
Ordinato sacerdote il 6 maggio 1948, ricevette l'ordinazione episcopale il 1º maggio 1970 come prelato di Abaeté do Tocantins, consacrante Dom Alberto Gaudêncio Ramos e co-consacranti Dom Tadeu Prost, O.F.M. e Dom José Maritano, P.I.M.E.. Quando, nel 1981 la prelatura divenne diocesi, con il nome di Abaetetuba, ne divenne il primo vescovo.
Si spense il 28 giugno 1995. Pur tornando sempre nel paese natale volle essere sepolto ad Abaetetuba.
San Bassano gli ha dedicato la piazza dove sorgono le scuole.
È tuttora in corso il processo di beatificazione.

## Genealogia episcopale
La genealogia episcopale è:
- Cardinale Scipione Rebiba
- Cardinale Giulio Antonio Santori
- Cardinale Girolamo Bernerio, O.P.
- Arcivescovo Galeazzo Sanvitale
- Cardinale Ludovico Ludovisi
- Cardinale Luigi Caetani
- Cardinale Ulderico Carpegna
- Cardinale Paluzzo Paluzzi Altieri degli Albertoni
- Papa Benedetto XIII
- Papa Benedetto XIV
- Cardinale Enrico Enriquez
- Arcivescovo Manuel Quintano Bonifaz
- Cardinale Buenaventura Córdoba Espinosa de la Cerda
- Cardinale Giuseppe Maria Doria Pamphilj
- Papa Pio VIII
- Papa Pio IX
- Cardinale Alessandro Franchi
- Cardinale Giovanni Simeoni
- Cardinale Antonio Agliardi
- Cardinale Basilio Pompilj
- Arcivescovo Joaquim Domingues de Oliveira
- Cardinale Jaime de Barros Câmara
- Arcivescovo Alberto Gaudêncio Ramos
- Vescovo Angelo Frosi, S.X.